# Måbär
Måbär (Ribes alpinum) är en buske.

## Beskrivning
Måbär liknar rödavinbärsbusken. Måbärsbusken skiljer sig dock från sina släktingar krusbär och vinbär genom att i regel vara tvåbyggare.
Hanblommorna bildar större och rikare uppåtriktade klasar med 10–30 blommor, medan honbuskarnas blomställningar är mer anspråkslösa med 2–5 blommor.  Pistill och ståndare finns visserligen i både han- och honblommorna, men i hanblomman är pistillen rudimentär och steril, och i honblomman är ståndarna rudimentära och sterila.

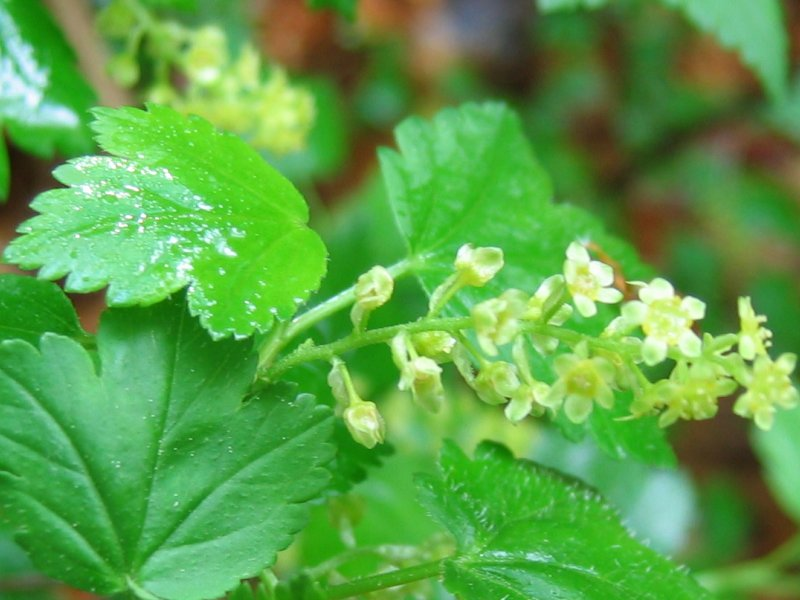
Hanbuskarna bär de rikaste blomstälningarna

Dock förekommer ibland även buskar med såväl han- som honblommor.
Busken blir 1–2,5 m hög, är lite risig och har fina grenar. Bladen är ganska små, treflikade och har kala, glansiga undersidor. Blommorna är ljusgula, skålformade och mer uppåtvända än hos övriga släktet. Frukterna är vackert klarröda, precis som röda vinbär, men har lite klibbig saft och en fadd, jolmig smak, så denna växt odlas knappast för bärens skull.
Förökning sker lätt med sticklingar.

## Utbredning[1]
Norra, centrala och östra Europa, nordvästra Afrika, nordöstra Turkiet, Kaukasien och norra Iran.
Utbredningskarta norra halvklotet: 
Utbredningskarta Norden: 

### I Sverige
Måbärsbusken är ganska allmän i lundar och skogsbackar, i synnerhet i östra Götaland och Svealand, men finns glest utbredd från Skåne till mellersta Norrland. Busken har inga stora anspråk, utan växer i såväl torra, steniga och solgassiga slänter, som i skuggiga lundar. Den tål emellertid inte fuktig och sumpig mark. Den odlas även som prydnadsbuske för bladens vackra form, grenarnas hållning och bärens lysande färg. Eftersom den tål beskärning bra används den också som häckväxt.

### IFinland
Utbredningskarta  . (Teckenförklaring på finska)

## Bygdemål
| Namn               | Trakt         | Referens | Not                                     |
| ------------------ | ------------- | -------- | --------------------------------------- |
|                    |               |          |                                         |
| Degbär             |               | [ 2 ]    |                                         |
| Kalvbär            |               | [ 2 ]    |                                         |
| Kalvskitobär       | Svenskfinland | [ 2 ]    |                                         |
| Kobär              |               | [ 2 ]    | Kan i Skåne avse Stenbär                |
| Kongsbär, kungsbär |               | [ 2 ]    |                                         |
| Mjölbär            |               | [ 2 ]    | Ej att förväxla med Mjölon .            |
|                    |               |          |                                         |
| Mo(g)bär           | Östra Sverige | [ 2 ]    | Eventuellt av fornsvenska maar = flicka |
| Mågbär             | Östra Sverige | [ 2 ]    | Eventuellt av fornsvenska maar = flicka |